# Swami Dada
Swami Dada è un film del 1982, diretto da Dev Anand. Il film è stato il debutto di Jackie Shroff.

## Colonna sonora
1. Kishore Kumar, Lata Mangeshkar – Galiyon Galiyon – 4:17
2. Kishore Kumar, Lata Mangeshkar – Jeenewale Jeena Hai To – 5:09
3. Kishore Kumar, Anand Kumar C – Pyar Lo Pyar Do – 6:37
4. Asha Bhosle – Patakha Phooljhadi – 4:53
5. Kishore Kumar, Asha Bhosle – Zindagi Yeh Kaisi Hai – 8:01
6. Kishore Kumar, Asha Bhosle – Ek Roop Kai Naam – 5:20